# Янгаулово
Янгау́лово (рос. Янгаулово, башк. Яңауыл) — село у складі Шаранського району Башкортостану, Росія. Входить до складу Акбарісовської сільської ради.
Населення — 204 особи (2010; 264 у 2002).
Національний склад:
- марійці — 87 %